# Dentro Mari
Dentro Mari (ぼくは麻理のなか?, Boku wa Mari no naka, lett. "Io sono dentro Mari") è un manga scritto e disegnato da Shūzō Oshimi, serializzato sul Manga Action di Futabasha dal 6 marzo 2012 al 6 settembre 2016. Un live action di otto episodi basato sulla serie è stato trasmesso in streaming sul sito Fuji TV On Demand il 31 marzo 2017.

## Trama
Isao Komori è un hikikomori che ogni sera segue un'attraente liceale di nome Mari Yoshizaki da un konbini a casa sua. Una mattina, però, Isao, risvegliandosi a sorpresa nel corpo di Mari nel suo letto, è costretto a fingere di essere lei per non destare sospetti a scuola o in famiglia. La prima spiegazione che gli viene in mente è che in qualche modo le loro coscienze si siano scambiate di posto, ma una volta trovato il se stesso in carne ed ossa, questi nega tutto, affermando per di più di non aver mai incontrato Mari prima d'ora. Sconcertato, l'Isao nel corpo di Mari troverà un prezioso alleato in Yori Kakiguchi, una compagna di classe della ragazza che sarà l'unica ad accorgersi dell'anomalia.
Con l'aiuto di Yori, Isao scoprirà che Mari aveva preso l'abitudine di spiarlo dal palazzo di fronte casa sua per qualche motivo; inoltre, grazie a una foto e ad alcuni ricordi di Mari che riaffiorano, viene fuori che l'identità di Mari da bambina, Fumiko, fu cambiata traumaticamente dalla madre per via di cattivi rapporti con la suocera. Letto anche il diario del vero Isao, l'Isao nel corpo di Mari arriva alla conclusione di non esistere, ricordandosi che Mari, incapace di ignorare oltre le oppressioni e le frustrazioni della sua vita, aveva creato lui – una copia della persona più "libera" che aveva trovato – per fuggire dalla realtà facendo in modo che egli la sostituisse. Rinunciando all'amore nato nel frattempo con Yori, il falso Isao convince quindi Mari nel suo subconscio a non arrendersi più e a continuare a vivere la sua vita, promettendole insieme all'identità di Fumiko di rimanere d'ora in poi dentro il suo corpo e di vegliare su di lei.

## Personaggi
Isao Komori (小森 功?, Komori Isao)
Ragazzo di vent'anni, è uno studente universitario che tuttavia è diventato un hikikomori all'insaputa dei genitori. Incontra Mari quando va a fare la spesa al konbini. Una sera, dopo averla seguita fuori dal negozio, si ritrova inspiegabilmente dentro al corpo della ragazza, mentre il se stesso reale non riconosce minimamente il volto di lei.
Successivamente, il Komori "reale", innamoratosi di Mari, cerca di reinserirsi nella società trovando un lavoro part-time.
Mari Yoshizaki (吉崎 麻理?, Yoshizaki Mari)
Studentessa liceale benvoluta e popolare per la sua bellezza. Ha una personalità misteriosa, che apparentemente scompare dopo che Komori entra nel suo corpo. Durante la sua ricerca, Yori e Komori scoprono alcuni dettagli sulla sua vita, come il fatto che spiava il ragazzo o che da piccola si chiamava Fumiko (ふみこ?), nome successivamente cambiato dalla madre Eriko dopo la morte della nonna paterna.
Yori Kakiguchi (柿口 依?, Kakiguchi Yori)
Compagna di classe di Mari, è una ragazza introversa e insicura. Sebbene si tenga a distanza, è l'unica a notare il cambiamento di personalità di Mari, per la quale in realtà prova una certa attrazione e che inizialmente cerca disperatamente di portare indietro. Nel corso della storia, si affeziona al Komori dentro l'amica. Ha una sorella più grande con cui ha un rapporto conflittuale.

## Media

### Manga
Il manga, scritto e disegnato da Shūzō Oshimi, è stato serializzato sulla rivista Manga Action di Futabasha dal 6 marzo 2012 al 6 settembre 2016. I vari capitoli sono stati raccolti in nove volumi tankōbon, pubblicati tra il 7 dicembre 2012 e il 28 settembre 2016. La serie è stata resa disponibile digitalmente in lingua inglese col titolo Inside Mari da Crunchyroll, mentre in Francia un'edizione intitolata Dans l'intimité de Marie è stata curata da Akata.
In Italia la serie viene pubblicata da RW Edizioni sotto l'etichetta Goen nella collana Mira Collection dal 16 maggio 2020.

#### Volumi
| 1 | 7 dicembre 2012 | ISBN 978-4-575-84170-1 | 16 maggio 2020    | ISBN 978-88-6712-821-1 |
| 1 | Capitoli - 1. La dolce fanciulla (童貞少女?, Dōtei shōjo) - 2. Un piccolo intoppo (初めてのチョロチョロ?, Hajimete no chorochoro) - 3. Andando a scuola (そして学校へ?, Soshite gakkō e) - 4. Dove si confidano le ragazze (女子高生の聖域?, Joshi kōsei no seiiki) - 5. Alla ricerca di Mari (麻理を探しに?, Mari o sagashi ni) - 6. Tu chi sei? (おまえは誰だ？?, Omae wa dare da?) - 7. La vera Mari (本物の麻理?, Honmono no Mari) - 8. Crisi d'identità (《ぼく》の証明?, 'Boku' no shōmei) |                        |                   |                        |
| 2 | 9 agosto 2013 | ISBN 978-4-575-84268-5 | 23 maggio 2020    | ISBN 978-88-6712-849-5 |
| 2 | Capitoli - 9. Il patto con Yori (依との約束?, Yori to no yakusoku) - 10. Momenti di pura agonia (生殺しタイム?, Namagoroshi taimu) - 11. Perlustriamo la casa (家捜ししよう?, Yasagashi shiyō) - 12. Il santuario dei ragazzi (オトコの聖域?, Otoko no seiiki) - 13. Cena a casa Yoshizaki (吉崎家の食卓?, Yoshizaki-ke no shokutaku) - 14. Il monologo di Yori (依の独白?, Yori no dokuhaku) - 15. Stranamente positivo (なぜかポジティブ?, Naze ka pojitibu) - 16. Mi sono lasciato andare! (《ぼく》はじける！?, 'Boku' hajikeru!) - 17. L'amaro prezzo del piacere (享楽の代償?, Kyōraku no daishō) - S. Postfazione                                      |                        |                   |                        |
| 3 | 9 giugno 2014 | ISBN 978-4-575-84419-1 | 6 giugno 2020     | ISBN 978-88-6712-938-6 |
| 3 | Capitoli - 18. Un momento difficile (対峙の時?, Taiji no toki) - 19. La vita quotidiana di Mari (麻理の日常?, Mari no nichijō) - 20. Gli occhi parlano (《目》が語る?, 'Me' ga kataru) - 21. Espulsione dal gruppo delle ragazze (女子会追放?, Joshikai tsuihō) - 22. Una situazione di stallo (よどみゆく空気?, Yodomi yuku kūki) - 23. Coming Out (カミングアウト?, Kamingu auto) - 24. Io sono Isao Komori (「ぼくは小森功です」?, «Boku wa Komori Isao desu») - 25. Un messaggio da Mari (麻理のメッセージ?, Mari no messēji) - 26. Faccia a faccia con me stesso (向き合うぼくら?, Mukiau bokura) - S. Postfazione                                       |                        |                   |                        |
| 4 | 28 novembre 2014 | ISBN 978-4-575-84538-9 | 14 settembre 2020 | ISBN 978-88-6712-939-3 |
| 4 | Capitoli - 27. Mari in quell'istante (あの瞬間の麻理?, Ano shunkan no Mari) - 28. Divertiamoci (楽しむぼくら?, Tanoshimu bokura) - 29. Cena a casa Yoshizaki II (吉崎家の食卓II?, Yoshizaki-ke no shokutaku II) - 30. Io guardo Mari (ぼくは麻理を見る?, Boku wa Mari o miru) - 31. Mari mi sta cercando (麻理がぼくを求めてる?, Mari ga boku o motometeru) - 32. Quello che sto cercando (ぼくの求めていたもの?, Boku no motometeita mono) - 33. «Io sono Mari» (「私、麻理だけど」?, «Watashi, Mari dakedo») - 34. Il santuario delle liceali II (女子高生の聖域II?, Joshi kōsei no seiiki II) - 35. «Migliori amiche» (親友？?, Shin'yū?) - S. Postfazione |                        |                   |                        |
| 5 | 27 marzo 2015 | ISBN 978-4-575-84596-9 | 31 ottobre 2020   | ISBN 978-88-6712-984-3 |
| 5 | Capitoli - 36. Noi siamo amici (「僕らは仲間だ」?, «Bokura wa nakama da») - 37. Dentro la camera di Yori (ぼくは依の部屋のなか?, Boku wa Yori no heya no naka) - 38. Un individuo inaccettabile (受け入れざる者?, Ukeirezaru mono) - 39. Io guardo me stesso (ぼくはぼくを見る?, Boku wa boku o miru) - 40. Nella mia vita (ぼくの人生?, Boku no jinsei) - 41. Alla fine arriva l'alba (夜が明けても?, Yoru ga aketemo) - 42. Disgelo (雪解け?, Yukidoke) - 43. È tutto vero (「ぜんぶほんとだよ」?, «Zenbu honto da yo») - 44. La prima confessione (初めての告白?, Hajimete no kokuhaku) - S. Postfazione                                                   |                        |                   |                        |
| 6 | 10 agosto 2015 | ISBN 978-4-575-84666-9 | 5 dicembre 2020   | ISBN 978-88-928-4018-8 |
| 6 | Capitoli - 45. «Io chi sono?» (「僕は誰なんだよ」?, «Boku wa dare nan da yo») - 46. Sei difficile, Yori (依が大変?, Yori ga taihen) - 47. «Non entrare!» (「入ってこないでよ！」?, «Haitte konaide yo!») - 48. «Ciao, sono Mari» II (「私、麻里だけど」II?, «Watashi, Mari dakedo» II) - 49. Tutti vogliono Mari (みんなが麻里を思ってる?, Minna ga Mari o omotteru) - 50. Maniere forti (実力行使?, Jitsuryoku kōshi) - 51. Flashback (フラッシュバック?, Furasshubakku) - 52. «Fumiko» ("ふみこ"?) - 53. Con Yori nel cuore (依を想う?, Yori o omou) - S. Postfazione                                                                                       |                        |                   |                        |
| 7 | 9 dicembre 2015 | ISBN 978-4-575-84726-0 | 22 gennaio 2021   | ISBN 978-88-9284-028-7 |
| 7 | Capitoli - 54. Le cose tenute dentro (押し込めていたモノ?, Oshikometeita mono) - 55. L'attimo in cui si ama (人が人に恋する瞬間?, Hito ga hito ni koisuru shunkan) - 56. Rosso di sera (夕焼け空?, Yūyake sora) - 57. Presentimento (予感?, Yokan) - 58. Ruota panoramica (観覧車?, Kanransha) - 59. «Che carinooo!» (「かわいいっ」?, «Kawaii») - 60. «E tu… chi sei?» (「…あなた…誰？」?, «Anata… dare?») - 61. «Sto scomparendo» (「僕が消える」?, «Boku ga kieru») - 62. Guardare in faccia la realtà (現実と向き合う?, Genjitsu to mukiau) |                        |                   |                        |
| 8 | 9 maggio 2016 | ISBN 978-4-575-84795-6 | 22 gennaio 2021   | ISBN 978-88-9284-044-7 |
| 8 | Capitoli - 63. «Vuoi smetterla?» (「もうやめようよ」?, «Mō yameyō yo») - 64. «Sii sincera» (「素直になりなよ」?, «Sunao ni nari na yo») - 65. «Chi è Fumiko?» (「ふみこって誰ですか」?, «Fumiko tte dare desu ka») - 66. Un bel nome (かわいい名前?, Kawaii namae) - 67. Persa (まいご?, Maigo) - 68. «Non sparire più» (「もう消えないで」?, «Mō kienaide») - 69. Per sempre così (ずっとこのまま?, Zutto kono mama) - 70. «Kakiguchi» (「柿口さん」?) - 71. Non esserci più (いなくなる?, Inaku naru) |                        |                   |                        |
| 9 | 28 settembre 2016 | ISBN 978-4-575-84856-4 | 19 febbraio 2021  | ISBN 978-88-9284-053-9 |
| 9 | Capitoli - 72. «Che intendi fare?» (「これからどうするの…？」?, «Kore kara dō suru no…?») - 73. Cambio di stagione (変わる季節?, Kawaru kisetsu) - 74. Qualcosa si muove? (動き出す?, Ugokidasu) - 75. I miei ricordi (ぼくの記憶?, Boku no kioku) - 76. Il diario di Komori (小森の日記?, Komori no nikki) - 77. Isao Komori (小森功?, Komori Isao) - 78. «Andiamo» (「行こう」?, Ikō) - 79. «Saremo qui con te» (「一緒にいるよ」?, «Issho ni iru yo») - Epilogo. Dentro Mari (ぼくは麻理のなか?, Boku wa Mari no naka) - S. Postfazione - S. Tributo per celebrare la conclusione                                                                          |                        |                   |                        |

### Live action
Un adattamento live action di otto episodi per la web TV, diretto da Sumisu, Hatsuki Yokoo e Hiroto Totsuka con la sceneggiatura di Yūko Shimoda e la sigla di Shiggy Jr., è stato trasmesso in streaming sul sito Fuji TV On Demand il 31 marzo 2017. I ruoli dei personaggi principali Mari Yoshizaki, Isao Komori e Yori Kakiguchi sono stati interpretati rispettivamente da Elaiza Ikeda, Ryō Yoshizawa e Yuri Nakamura.

## Accoglienza
Secondo Oricon i volumi tre, sei e otto hanno venduto entro la prima settimana sugli scaffali rispettivamente 21 627, 21 197 e 18 357 copie, classificandosi al 27º, 49º e 37º posto tra i volumi di manga più venduti di quel periodo.